# مسجد دبلن
مسجد دبلن (بالإنجليزية: Dublin Mosque)‏ هو مسجد يقع في دبلن، جمهورية أيرلندا. وهو مقر جمعية أيرلندا الإسلامية. كنيسة مشيخية دونوري بنيت في عقد 1860 بأسلوب الكنائس الإنجليزي في القرن الثالث عشر الميلادي. في 1983 ميلادية، اشترت الجمعية الإسلامية في أيرلندا هذه البناية وحولتها إلى مسجد. ويؤم المصلين فيه الشيخ «يحيى الحسين».